# Batalla de Nagashino
La batalla de Nagashino (長篠の戦い Nagashino no Tatakai?) fue un enfrentamiento bélico que tuvo lugar en 1575 en el castillo Nagashino, en la Provincia de Mikawa, en Japón. El castillo había sido asediado por Takeda Katsuyori desde el 17 de junio. Okudaira Sadamasa, un vasallo de Tokugawa, comandaba la defensa del castillo, el cual había sido atacado porque amenazaba las líneas de abastecimiento del clan Takeda.
Tanto Tokugawa Ieyasu como Oda Nobunaga enviaron tropas al auxilio y liberación del castillo y las tropas de Takeda Katsuyori fueron derrotadas. La victoria de las tácticas de guerra occidentales de la armada y el uso de armas de fuego de Oda sobre la caballería tan famosa del clan Takeda es citada continuamente como un punto de inflexión en el arte de la guerra japonés; muchos aseguran que esta fue la primera batalla «moderna» que se disputó en este país. Irónicamente, mientras que la caballería de los Takeda representa lo antiguo y lo tradicional, tan solo había sido desarrollada como tal una generación antes por Takeda Shingen, padre de Katsuyori, quien perfeccionó, entre otros, el arte del bajutsu. Aunque otros habían utilizado armas de fuego con anterioridad, Oda Nobunaga fue el primero en utilizar además barricadas de madera y descarga de artillería circular, lo que les dio la victoria en Nagashino.

## Batalla
Oda Nobunaga y Tokugawa Ieyasu llevaron al encuentro una fuerza total de 38.000 soldados para terminar con el asedio al castillo. De los originales 15 000 soldados de Katsuyori, solo 12 000 se enfrentaron a las fuerzas combinadas de Oda-Tokugawa. Oda y Tokugawa posicionaron sus tropas en una planicie del castillo, detrás del Río Rengogawa, cuyo fondo resbaladizo frenaría las cargas de la caballería que hacían tan famoso al clan Takeda.
Buscando proteger a sus arcabuceros (los cuales lo harían tan famoso posteriormente), Nobunaga construyó una serie de barricadas de madera. Las barricadas sirvieron para detener el avance de la caballería, les proveyó a los arcabuceros una protección en contra de espadachines y lanceros y les proveyó de una protección limitada en contra de las flechas de los arqueros. Se construyeron puertas en las barricadas escalonadas para dirigir las cargas de la caballería hacia rutas donde éstas se encontraran en desventaja frente a los ataques del ejército de Oda. Por cada samurái de caballería de los Takeda había 3 arcabuceros en promedio. De las fuerzas de Oda, aproximadamente entre 1000 y 1500 eran samuráis equipados con arcabuz y eran comandados por sus horo-shu que eran sus guardias personales de élite.
Oda envió un pequeño grupo para dirigir un ataque frontal contra las fuerzas de los Takeda por lo que Katsuyori avanzó en contra de las fuerzas de Nobunaga. Las fuerzas de Takeda emergieron del bosque y se encontraron a una distancia de entre 200 y 400 metros de las barricadas. La corta distancia, el gran poder de la caballería Takeda además de la pesada lluvia, con la cual Katsuyori asumió que las armas de fuego quedarían inservibles al mojarse la pólvora, lo alentó a dar la orden de atacar.
La caballería frenó su velocidad al cruzar el arroyo y fueron recibidos por disparos de fuego a una distancia de 50 metros de distancia. Esta distancia era la que se consideraba como ideal para penetrar en las armaduras de la caballería. Entre la ferocidad del ataque de los arcabuces y el estricto control mantenido por los horo-shu, los arcabuceros se mantuvieron en sus posiciones y pudieron disparar varias rondas contra la caballería. Lanceros Ashigaru atacaron a cualquier miembro de la caballería enemiga que hubiese podido pasar hasta la primera línea de fuego y samuráis con katana o lanzas cortas atacaban a todo aquel que hubiese podido ingresar a las barricadas. Fuertes defensas en los extremos evitaron que las fuerzas de Takeda flanquearan las barricadas. Para media tarde las tropas de Takeda fueron vencidas y los que huyeron fueron perseguidos y decapitados.

## Consecuencias
La batalla de Nagashino puede ser considerada como un punto de inflexión en la historia de Japón. Aunque los arcabuceros se habían utilizado con anterioridad en las batallas, se trataba de modelos primitivos que no se consideraban confiables debido al excesivo tiempo que requería recargar el arma, los fallos en su diseño (a veces explotaban en la cara del que disparaba), además de que cuando se mojaban quedaban prácticamente inutilizables. Como resultado de la batalla, los arcabuceros se convirtieron como un factor militar importante y decisivo en la batalla.